# Diastatops dimidiata
Diastatops dimidiata is een libellensoort uit de familie van de korenbouten (Libellulidae) en de onderorde van de echte libellen (Anisoptera).
De soort staat op de Rode Lijst van de IUCN als niet bedreigd, beoordelingsjaar 2007.
De wetenschappelijke naam Diastatops dimidiata is gepubliceerd in 1758 door Linnaeus in de tiende editie van Systema naturae.